# Joseph Varin (graveur)
Pour les articles homonymes, voir Joseph Varin et Varin.
Joseph Varin est un graveur français né à Châlons-sur-Marne en 1740 et mort à Paris en 1800.

## Biographie
Fils de Jean-Baptiste Varin (1714-1795), potier d'étain et graveur sur métaux, il fait partie avec son frère Charles-Nicolas (1741-1812), graveur comme lui, d'une famille d'artistes établie à Châlons depuis le XVIe siècle, qui compte des potiers d'étain, des graveurs, des médailleurs et au XIXe siècle des photographes.

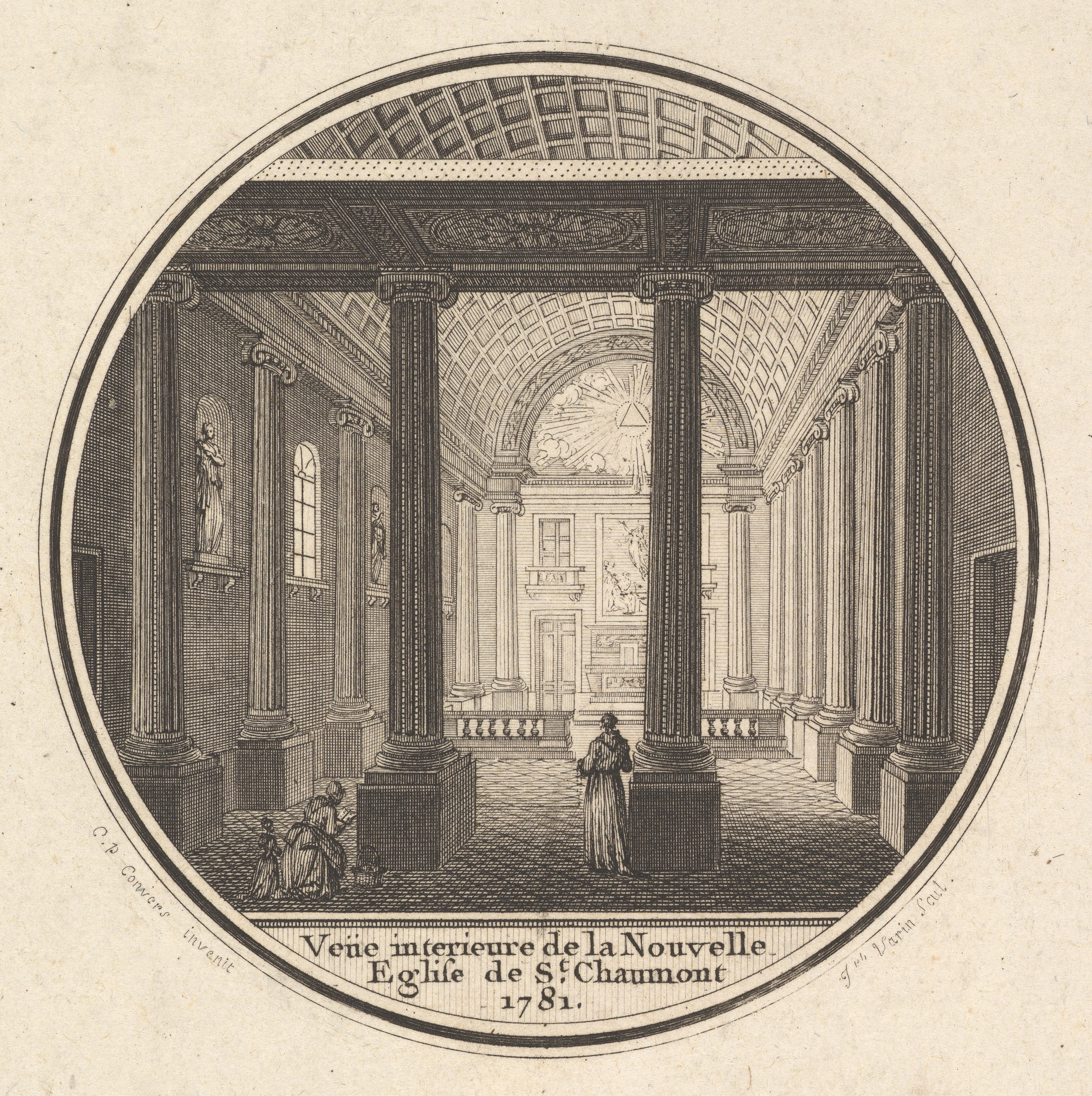
Vue intérieure de la nouvelle église de Saint-Charmont à Paris, 1781.

Joseph vient de bonne heure à Paris, et illustre plusieurs ouvrages d'art et de science, tels que le Voyage pittoresque ou Description des royaumes de Naples et de Sicile de Saint-Non (1781-1785), le Voyage pittoresque de la Grèce de Choiseul-Gouffier, le Tableau général de l'empire ottoman d'Ignace Mouradja d'Ohsson publié de 1787 à 1790 et le Traité d'architecture de Blondel.